# Perania birmanica
Perania birmanica är en spindelart som först beskrevs av Tamerlan Thorell 1898. Perania birmanica ingår i släktet Perania och familjen Tetrablemmidae.
Artens utbredningsområde är Myanmar. Inga underarter finns listade i Catalogue of Life.